# Monster High: Escape from Skull Shores
Monster High: Escape from Skull Shores (bra: Monster High: Fuga da Ilha do Esqueleto) é um filme para televisão de 2012 escrito por Mike Montesano e Ted Zizi e dirigido por Steve Ball e Andrew Duncan para a Mattel Entertainment e Nerd Corps Entertainment como o quarto especial do Monster High. Lançado em 12 de fevereiro de 2012 na Nickelodeon nos Estados Unidos. Na França, é intitulado Monster High - La Bête de l'Île au Crâne e na Grécia Kalokairines monster peripeties. O especial de TV está vinculado à linha Skull Shores. Foi lançado em 1 de julho de 2014 em Blu-ray como parte do Monster High: Clawesome Double Feature de 92 minutos que incluiu esse e o outro especial Monster High: Fright On.

## Sinopse
Durante as férias de primavera de Monster High, Lagoona leva suas amigas para conhecer sua casa na Grande Barreira de Coral na austrália. Porém, um acidente de barco deixa o grupo preso em uma ilha em forma de caveira misteriosa. Um dos moradores, Farnum, as apresenta ao local, enquanto as usa como isca para capturar o maior monstro de todos, a Besta.

## Elenco
- Laura Bailey como Lagoona Blue, Diretora Sem-Cabeça Bloodgood
- Ogie Banks como Clawd Wolf
- Cam Clarke como Heath Burns, Fantasma
- Malcolm Danare como Kipling
- Debi Derryberry como Draculaura
- Erin Fitzgerald como Abbey Bominable, Spectra Vondergeist
- Kate Higgins como Frankie Stein
- Jonathan Lipow como Os Tikis
- George Newbern como Andy Beast
- Audu Paden como Ghoulia Yelps, Manny Taur, Nightmare
- Cindy Robinson como Jackson Jekyll/Holt Hyde, Operetta
- Salli Saffioti como Clawdeen Wolf, Cleo de Nile
- Keith Silverstein como Bartleby Farnum
- Evan Smith como Deuce Gorgon, Gil Webber, Mike, Ted
- America Young como Howleen Wolf, Toralei Stripe, Garota Elefante